# Le Bon Marché

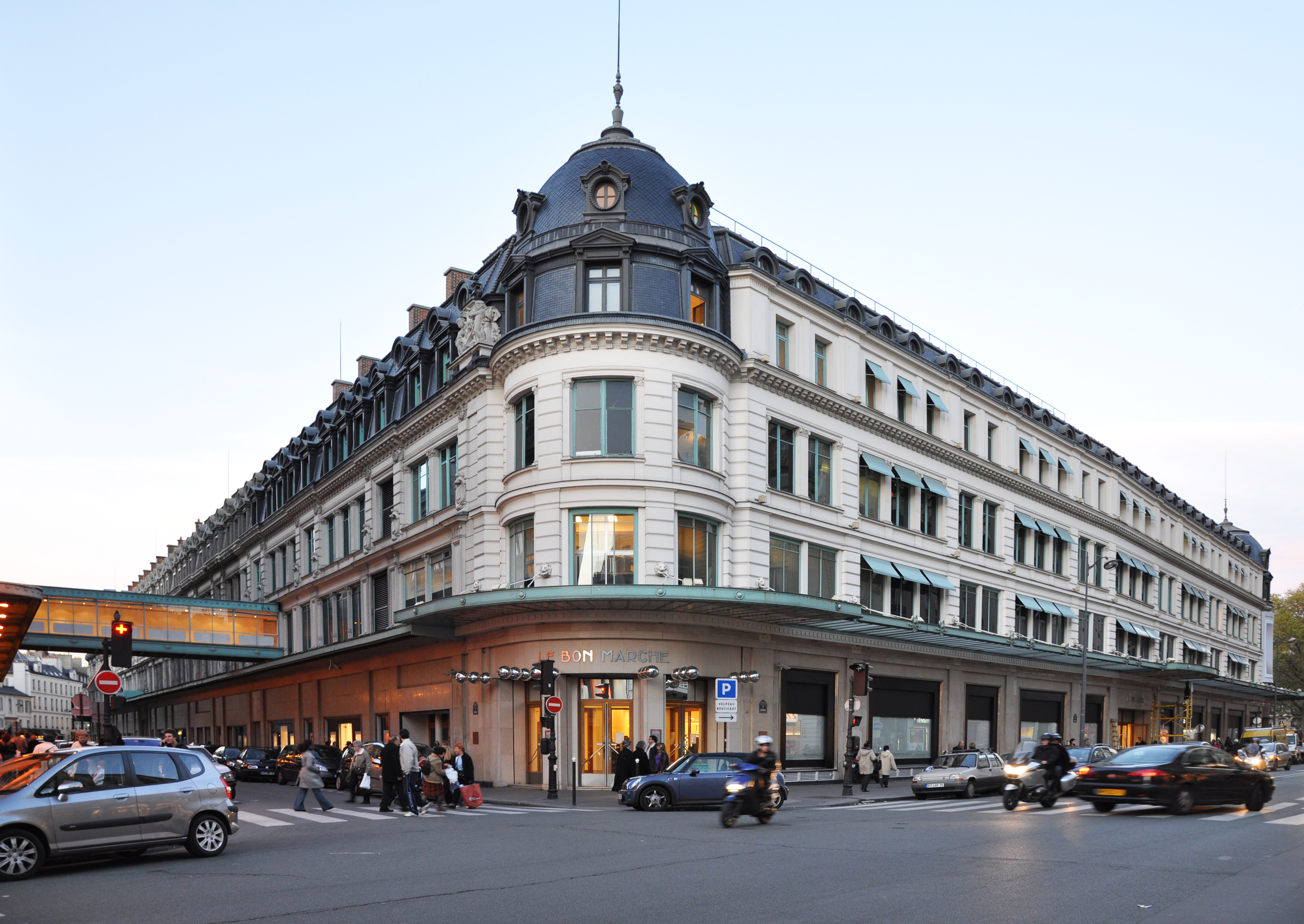
Le Bon Marché

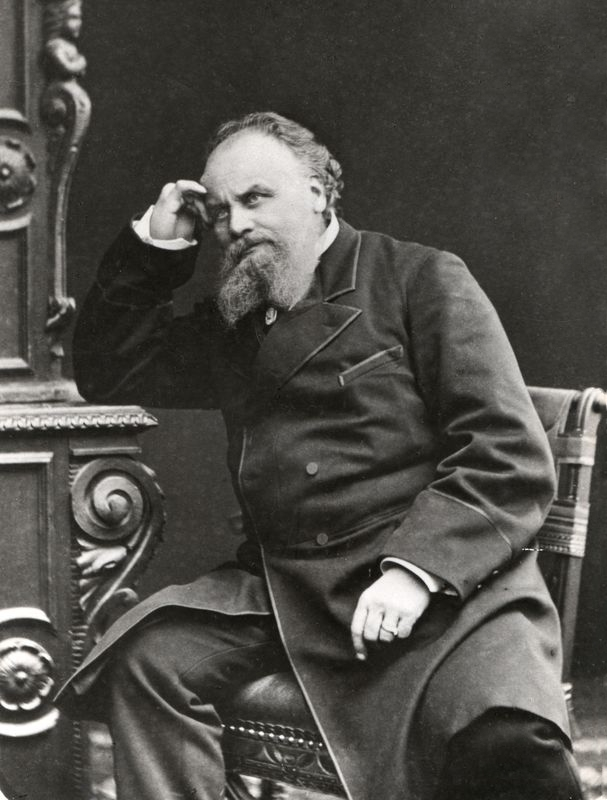
Aristide Boucicaut (1810-1877).

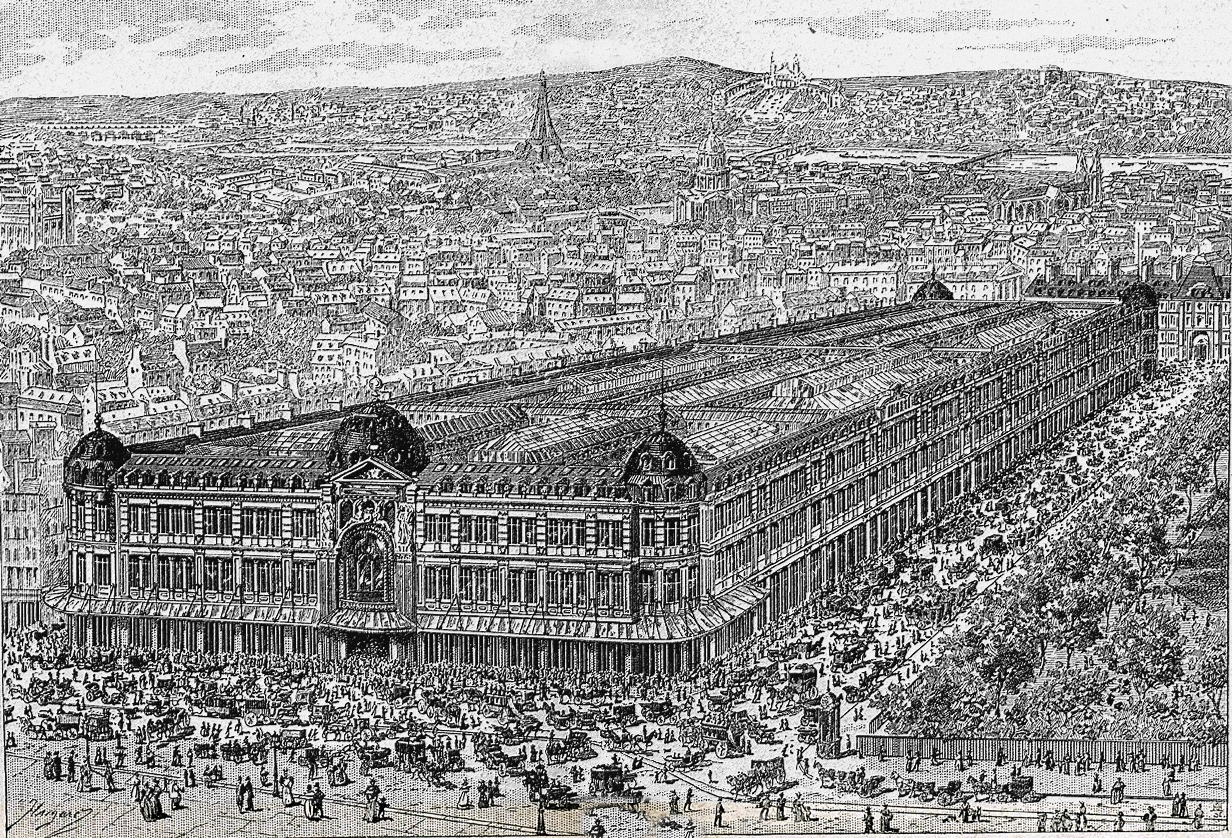
„Au Bon Marché”

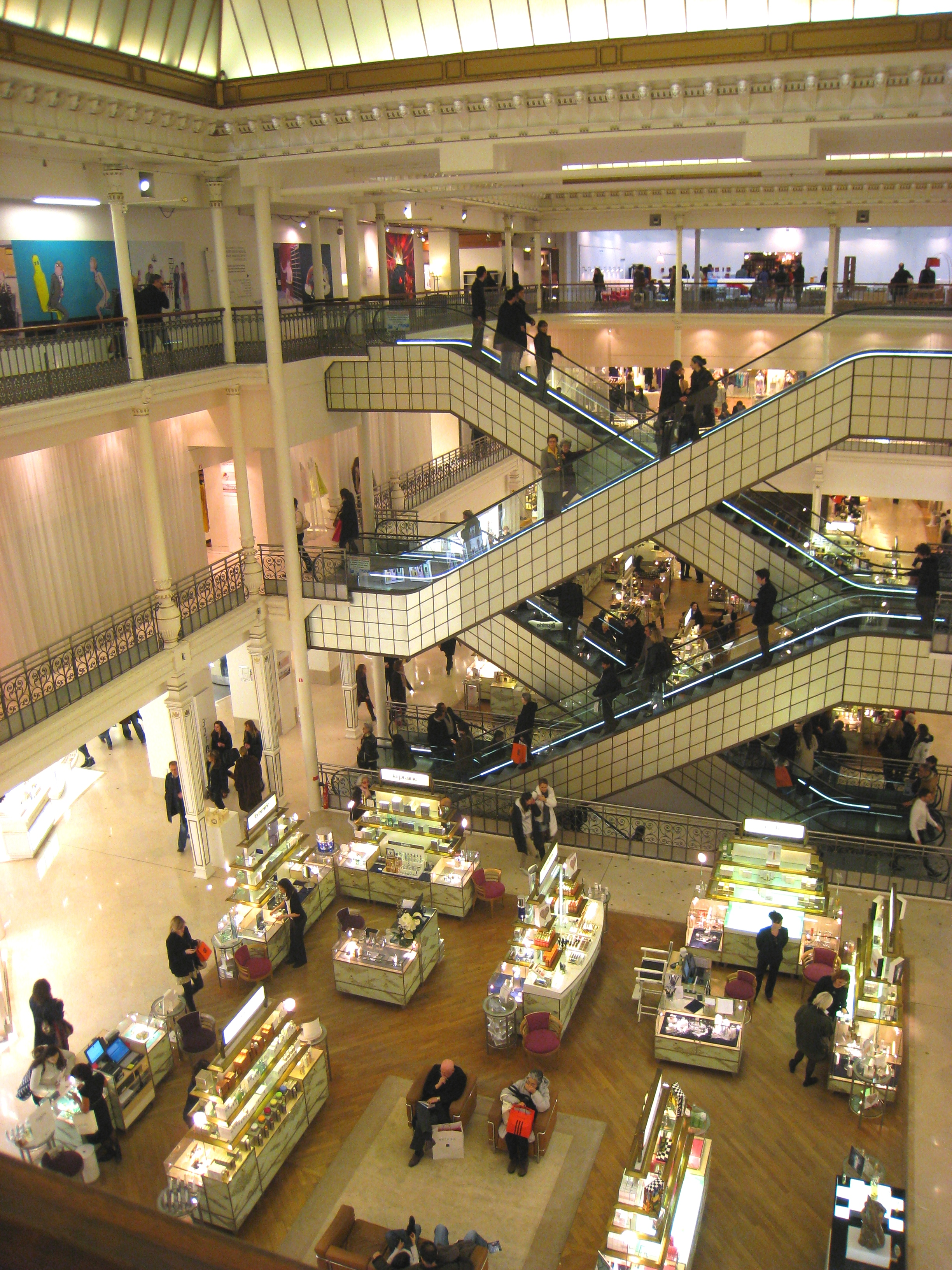
Interior

Le Bon Marché (lit. „piața bună” sau „afacerea bună” în limba franceză; pronunție în franceză [lə bɔ̃ maʁʃe]) este unul dintre cele mai vechi și mai faimoase magazine din Paris. Fondat în 1838 și restructurat aproape complet de către Aristide Boucicaut în 1852, el este considerat în mod eronat ca primul magazin modern din lume, dar această onoare îi revine în realitate magazinului Bainbridge din Newcastle upon Tyne (Anglia), fondat în același an. Aflat acum în proprietatea companiei de produse de lux LVMH, el vinde o gamă largă de produse de înaltă calitate, inclusiv alimente într-o clădire adiacentă pe rue de Sèvres nr. 38, numită La Grande Épicerie de Paris.

## Istoric
Un magazin de noutăți numit Au Bon Marché a fost fondat la Paris în 1838 pentru a vinde dantelă, panglici, așternuturi, saltele, nasturi, umbrele și alte produse asortate. Acesta avea inițial patru departamente, doisprezece angajați și un spațiu de 300 de metri pătrați. Omul de afaceri Aristide Boucicaut a devenit unul din partenerii companiei în 1852, și a schimbat planul de marketing, instituind prețuri fixe și garanții care permiteau schimburile de mărfuri și restituirea banilor plătiți, publicând anunțuri frecvente și aducând o varietate mult mai mare de mărfuri. Venitul anual al magazinului a crescut de la 500.000 de franci în 1852 la cinci milioane de franci în 1860. Boucicaut a construit în 1869 o clădire mult mai mare în 24 rue de Sèvres, pe Malul Stâng, și a mărit din nou magazinul în 1872, cu ajutorul firmei de inginerie a lui Gustave Eiffel, creatorul Turnului Eiffel. Venitul a crescut de douăzeci de milioane de franci în anul 1870 la 72 de milioane de franci la momentul morții lui Boucicaut, în 1877. Spațiul comercial crescuse de la 300 de metri pătrați în 1838 la 50.000, iar numărul de angajați se mărise de la doisprezece în 1838 până la 1.788 în 1879. Boucicaut a fost renumit pentru inovațiile sale în materie de marketing: publicitate extinsă în ziare, o sală de lectură pentru soții ce așteptau în timp ce soțiile lor făceau cumpărături, spații de joacă pentru copii și șase milioane de cataloage trimise clienților. Prin 1880 jumătate din angajați erau femei; femeile necăsătorite angajate locuiau în dormitoarele de la etajele superioare.
Arhitectura magazinului a fost foarte inovatoare pentru timpul său; magazinul din 1869 a fost construit de arhitectul Louis-Auguste Boileau. Alexandre Laplanche a ornamentat clădirea cu decorațiuni din fier forjat. Louis-Charles Boileau, fiul său, a continuat să lucreze la construcția magazinului în anii 1870, colaborând cu firma lui Gustave Eiffel pentru diferite părți ale structurii sale. Louis-Hippolyte Boileau, nepotul lui Louis-Auguste Boileau, a lucrat la extinderea magazinului în anii 1920. 
Aspectul clădirii a inspirat design-ul magazinului Bon Marche din Sydney, proiectat de Arthur Anderson.

## Operațiuni
În 1922, când artele decorative erau la apogeu în Franța, a fost înființat departamentul de produse de artă decorativă Pomone, urmându-se tendința altor magazine pariziene. În perioada 1923-1928 director a fost Paul Follot (1877-1941), urmat de René-Lucien Prou (1889-1948) și Albert-Lucien Guénot (1894-1993) până în 1955. Azi casa-mobilier de inventar în primul rând este format din nume de marcă, dar nu așa-numitele aparate de alb.